# Nidícola

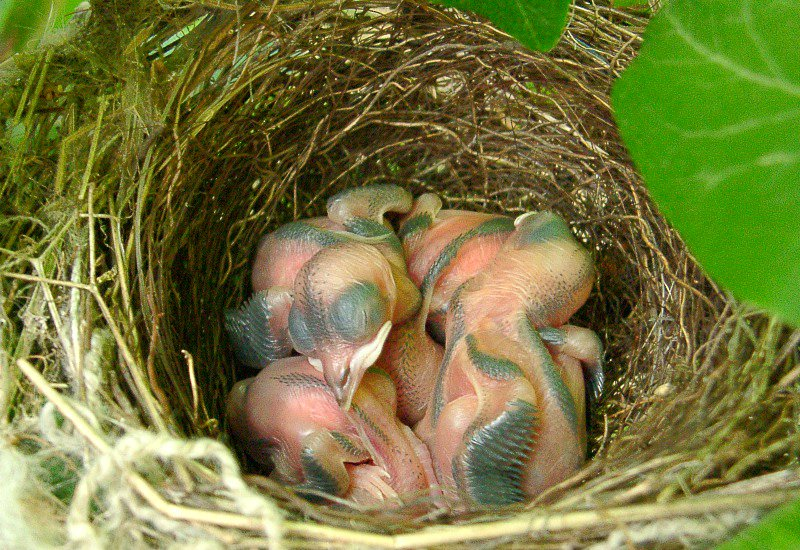
Polluelos de gorrión.

Las aves nidícolas son aquellas cuyas crías salen del huevo sin estar completamente desarrolladas. Las aves nidícolas nacen sin plumas. 
Las nidícolas, al contrario que las nidífugas, tienen un mayor desarrollo cerebral por varias razones. En primer lugar, el no tener que preocuparse por su alimentación en las primeras etapas de vida les hace más parecidas a los mamíferos, en el sentido de que pueden permitirse el lujo de nacer a un menor nivel de desarrollo y acabar de formar su sistema nervioso ya bajo los estímulos del medio, gastando toda su energía en ello. En segundo lugar, las dietas altamente energéticas (carne, semillas, insectos) que suelen tener estas especies, les permite mantenerse con un menor volumen de alimento, por lo que no gastan tantos recursos orgánicos en la digestión.
En tercer lugar, el comportamiento de estas especies (caza en rapaces, sociedades en psitácidas) que precisa un mayor nivel cognitivo y premia a los que lo poseen.
Las crías de aves marinas en general son nidícolas. Muchas especies están condicionadas en su reproducción por los hábitos migratorios, pues necesitan realizar notables desplazamientos entre sus áreas de invernada y de cría en primavera. Ejemplos: cigüeñas, grullas, palomas, vencejos, golondrinas, garzas, anátidas, etc.
- Datos: Q3341244